# Filago lutescens subsp. atlantica
Filago lutescens subsp. atlantica é uma subespécie de planta com flor pertencente à família Asteraceae. 
A autoridade científica da subespécie é Wagenitz, tendo sido publicada em Willdenowia 5: 56. 1968.

## Portugal
Trata-se de uma subespécie presente no território português, nomeadamente em Portugal Continental, no Arquipélago dos Açores e no Arquipélago da Madeira.
Em termos de naturalidade é nativa de Portugal Continental e do Arquipélago da Madeira e possivelmente introduzida no Arquipélago dos Açores.

## Protecção
Não se encontra protegida por legislação portuguesa ou da Comunidade Europeia.